# Bouéré
Bouéré est une commune rurale située dans le département de Houndé de la province de Tuy dans la région des Hauts-Bassins au Burkina Faso.

## Géographie
Bouéré se trouve à 9 km à l'est de Bouahoun sur la route menant à Houndé situé à 18 km plus à l'est.

## Santé et éducation
Bouéré accueille un centre de santé et de promotion sociale (CSPS).